# Rohrbach-lès-Bitche
Rohrbach-lès-Bitche là một xã trong vùng Grand Est, thuộc tỉnh Moselle, quận Sarreguemines, tổng Rohrbach-lès-Bitche. Tọa độ địa lý của xã là 49° 02' vĩ độ bắc, 07° 15' kinh độ đông. Rohrbach-lès-Bitche nằm trên độ cao trung bình là 306 mét trên mực nước biển, có điểm thấp nhất là 252 mét và điểm cao nhất là 384 mét. Xã có diện tích 13,28 km², dân số vào thời điểm 1999 là 2115 người; mật độ dân số là 159 người/km².

## Thông tin nhân khẩu
| 1962  | 1968  | 1975  | 1982  | 1990  | 1999  |
| ----- | ----- | ----- | ----- | ----- | ----- |
| 1 517 | 1 623 | 1 797 | 2 019 | 2 113 | 2 115 |